# HD 6718 b
HD 6718b  — экзопланета в созвездии Кита. Была открыта в 2009 году в обсерватории Ла-Силья вместе с 29 другими планетами.

## Описание
HD 6718 b — планета у звезды HD 6718 в созвездии Кита. Планета относится к классу холодных Юпитеров и находится на расстоянии 3,7 a.e. от звезды. Диаметр планеты составляет 140 000 километров, а температура на поверхности не превышает −140 °C.
Планета была открыта 10 октября 2009 года в обсерватории Ла-Силья группой учёных вместе с 29 другими планетами. Для обнаружения планеты использовался метод Доплера.